# Durwood Soccer Stadium
Le Durwood Soccer Stadium, également connu sous son nom complet de Stanley H. Durwood Soccer Stadium and Recreational Field, ou plus simplement de DSSRF, est un stade omnisports américain (servant principalement pour le soccer) situé dans la ville de Kansas City, au Missouri.
Le stade, doté de 850 places et inauguré en 2009, appartient à l'Université du Missouri à Kansas City et sert d'enceinte à domicile pour les équipes masculines et féminines universitaires de soccer des Roos de Kansas City.

## Histoire
Le stade, ouvert en 2009 (et inauguré officiellement le 6 octobre 2009), dispose de 850 places assises (mais extensible à 3 200 pendant les matchs du FC Kansas City), et est entouré par une piste d'athlétisme.
Le stade porte le nom de Stanley H. Durwood, un bienfaiteur de longue date du département d'athlétisme de l'Université du Missouri à Kansas City (sa fondation apporta 5 millions $ sur les 9 millions $ que coûta la construction du stade).
Le stade accueille en son antre l'équipe de soccer féminin de la National Women's Soccer League du FC Kansas City en  2014.

## Événements
- 2010 : Match de Coupe des États-Unis de soccer 2010 entre les Kansas City Wizards et les Colorado Rapids[3].